# Közeli helyeken
Közeli helyeken (węg. W bliskich miejscach) – siódmy album zespołu Bikini, wydany w 1989 roku na MC i LP. W nagraniu albumu brał udział nowy muzyk, gitarzysta Zsolt Daczi, który zastąpił Józsefa Vedresa. Album, wydany już po upadku komunizmu na Węgrzech, stał się w tym kraju bardzo popularny. Tytułowy utwór zasłynął jako ulubiona piosenka Miklósa Fehéra i był grany na jego pogrzebie. Był również wielokrotnie coverowany, między innymi przez Depresszió, Fun Groove, Tibora Pintéra czy Jimmy’ego Zámbó.

## Lista utworów
1. „Amerika” (3:57)
2. „Itthon vagyok” (4:30)
3. „Bátyuska” (3:09)
4. „Repülök” (3:54)
5. „Közeli helyeken” (4:01)
6. „Fúj a szél” (3:45)
7. „A férfi megy, a nő marad” (3:57)
8. „Ne ébressz fel” (3:39)
9. „Szabad élet” (5:08)
10. „Elfogynak szavaim” (4:25)
11. „A csillagok ködében” (1:09)

## Skład zespołu
- Lajos D. Nagy (wokal)
- Zsolt Daczi (gitara)
- Alajos Németh (gitara basowa, instrumenty klawiszowe)
- Péter Gallai (wokal, instrumenty klawiszowe)
- Endre Berecz (instrumenty perkusyjne)
- Zoltán Kató (saksofon)